# Fredrik Norrman
Fredrik ,,North" Norrman (Avesta, 1974. december 7. –) a Katatonia nevű svéd metál együttes gitárosa volt 1994-től 2009-ig. 

## Pályafutása
Korábban az Uncanny nevű, szintén svéd death metal bandában játszott, szintén mint gitáros. A Katatonia gitárosaként lett ismert, 1994-ben csatlakozott a bandához, a legendás Brave murder day (1996) című albumukon már ő is játszott. 1995-ben a szintén Katatonia tag, Jonas Renkse-vel megalapították az October Tide (1995-1999) nevű death-doom zenekart, ami egy kétlemezes projectet hozott. 2009 decemberében családi okokra hivatkozva kilépett a Katatoniaból.